# Bukombe (huyện)
Bukombe là một huyện thuộc vùng Shinyanga, Tanzania. Thủ phủ của huyện Bukombe đóng tại Ushirombo. Huyện Bukombe có diện tích 10842 ki lô mét vuông. Đến thời điểm điều tra dân số ngày 25 tháng 8 năm 2002, huyện Bukombe có dân số 395298 người.